# Герб Стражгорода
Герб Стражгорода — офіційний символ села Стражгород, Гайсинського району Вінницької області, затверджений 27 жовтня 1998 р. рішенням сесії Стражгородської сільської ради.
Автор — А. Гречило.

## Опис герба
У щиті, розтятому на золоте та чорне поля, ключ вушком вгору, розтятий в обернених кольорах, праворуч від нього червона 8-променева зірка, ліворуч — срібний півмісяць, ріжками до ключа.

## Значення символів
Символи характеризують Стражгород як давнє козацьке містечко та розкривають його історію. Ключ вказує на сторожову функцію поселення, яка здійснювалася і вдень (зірка у золотому полі), і вночі (місяць у чорному).
Щит увінчано червоною міською короною, що вказує на село, яке давніше було містечком.